# Мервиль (Нор)
Мерви́ль (фр. Merville — коммуна во Франции, регион О-де-Франс, департамент Нор, округ Дюнкерк, кантон Азбрук. Расположена в 30 км к западу от Лилля и в 15 км к северу от Бетюна, в 15 км от автомагистрали А25, на берегу реки Лис.
Население (2017) — 9 700 человек.

## История
Город очень пострадал во время обеих Мировых войн, в значительной степени благодаря расположению на его территории аэродрома, представлявшего собой важный стратегический объект, и, соответственно, подвергавшегося массированным обстрелам и бомбардировкам. После Второй мировой войны в городе был установлен мемориал, посвященный памяти солдатам союзных войск. В настоящее время в городе работает институт аэронавтики и школа пилотажа.

## Достопримечательности
- Здание мэрии 1929 года в стиле фламандского ренессанса
- Церковь Святого Петра 1924 года на месте средневековой церкви, разрушенной во время Первой мировой войны
- Бывший монастырь Святого Франциска Ассизского
- Шато Арну

## Экономика
Структура занятости населения:
- сельское хозяйство — 1,3 %
- промышленность — 27,4 %
- строительство — 5,3 %
- торговля, транспорт и сфера услуг — 34,9 %
- государственные и муниципальные службы — 31,2 %

Уровень безработицы (2017) — 14,5 % (Франция в целом — 13,4 %, департамент Нор — 17,6 %). 

Среднегодовой доход на 1 человека, евро (2017) — 18 930 (Франция в целом — 21 110, департамент Нор — 19 490).

## Демография
Динамика численности населения, чел.

## Администрация
Пост мэра Мервиля с 2014 года возглавляет Жоэль Дюйк (Joël Duyck). На муниципальных выборах 2020 года возглавляемый им правый список одержал победу во 2-м туре, получив 42,48 % голосов (из трех списков).
| Период | Период | Фамилия      | Партия                  | Примечания                                                             |
| ------ | ------ | ------------ | ----------------------- | ---------------------------------------------------------------------- |
| 1971   | 1977   | Оскар Делаш  |                         |                                                                        |
| 1977   | 1983   | Франсис Буке |                         |                                                                        |
| 1983   | 1995   | Альфред Фуа  | Разные правые           | преподаватель колледжа, член Генерального совета департамента, сенатор |
| 1995   | 2008   | Жан Рапай    | Разные правые           |                                                                        |
| 2008   | 2014   | Жак Паран    | Социалистическая партия | управляющий компанией, член Генерального совета департамента           |
| 2014   |        | Жоэль Дюйк   | Разные правые           | предприниматель                                                        |

## Галерея

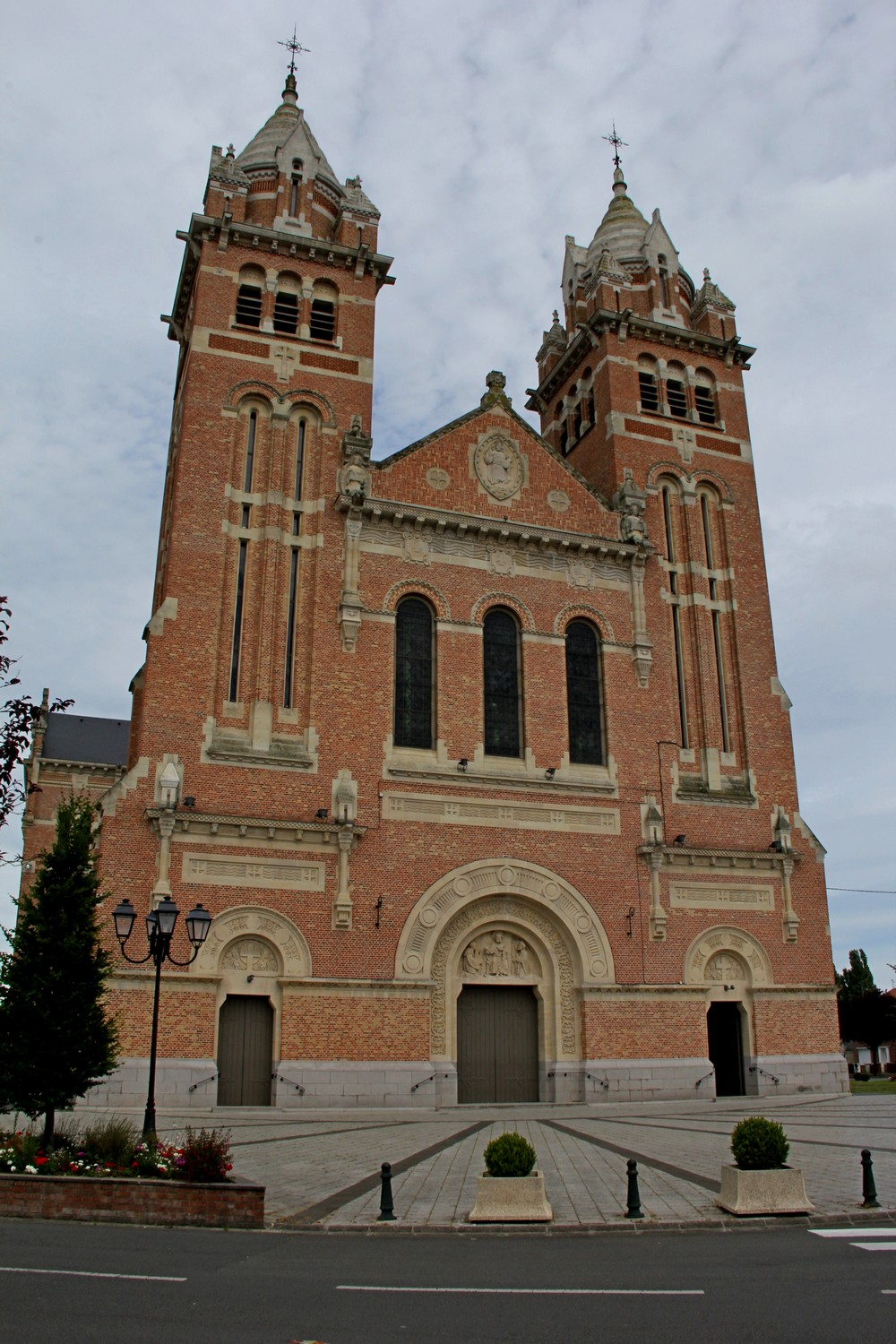
Церковь Святого Петра
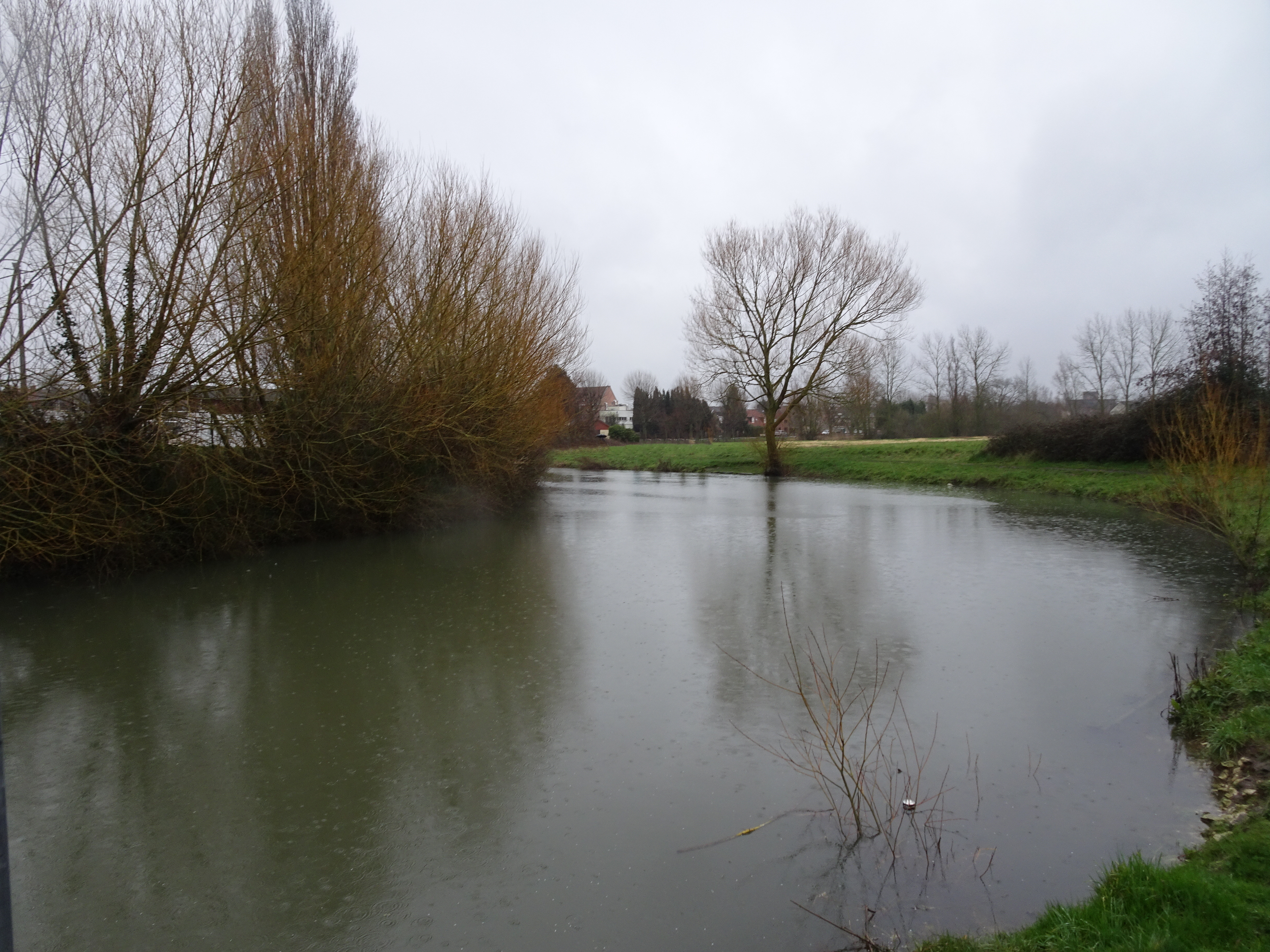
Река Лис в Мервиле
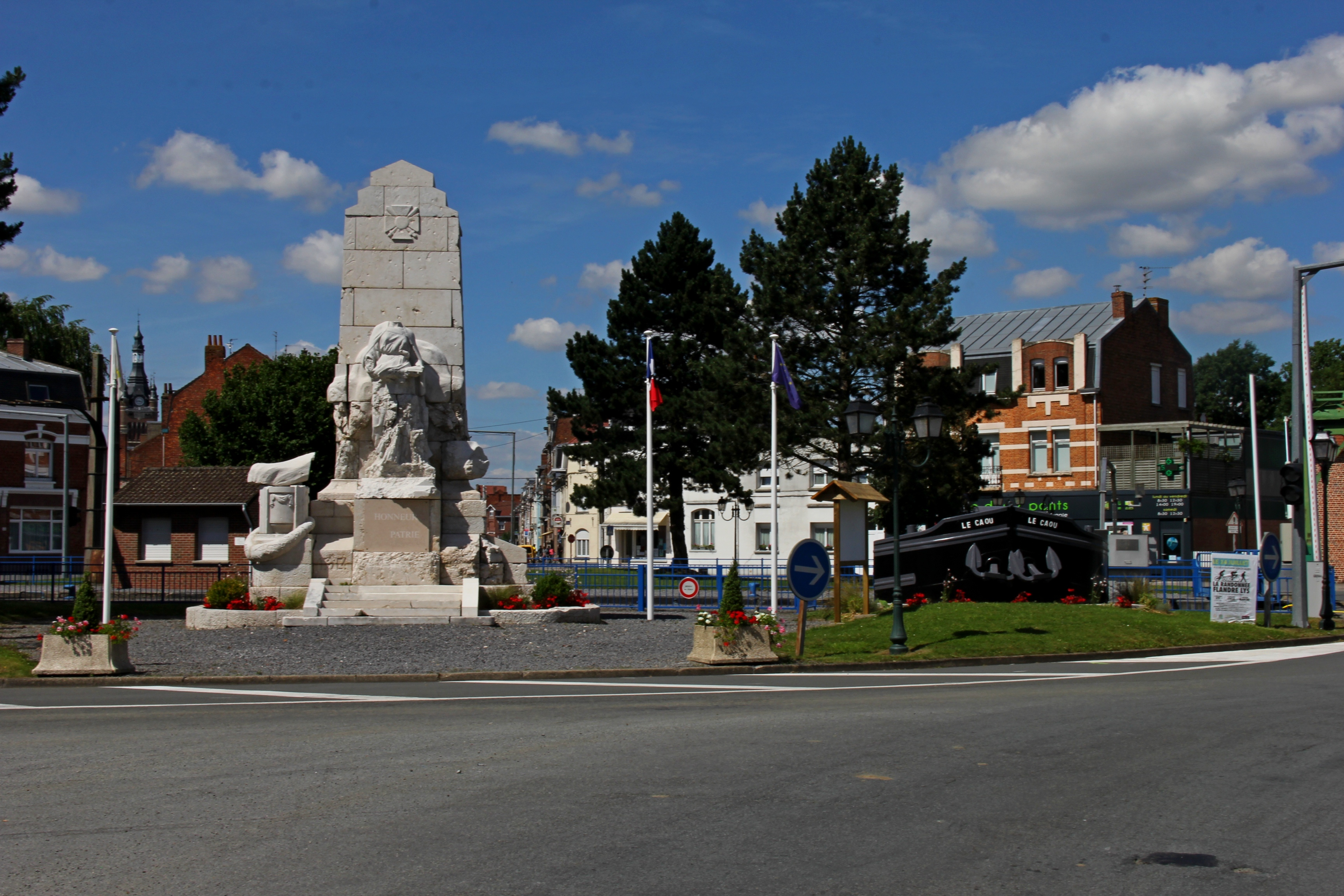
Мемориал погибшим в двух мировых войнах

1. 1 2  база данных о французских коммунах — Национальный географический институт Франции, 2015.